# Gmina Chariton (Iowa)

Położenie Gminy Chariton w hrabstwie Appanoose

Gmina Chariton (ang. Chariton Township) – gmina w USA, w stanie Iowa, w hrabstwie Appanoose. Według danych z 2000 roku gmina miała 156 mieszkańców.